# Чаттерджи, Сунити Кумар
Сунити Кумар Чаттерджи (бенг. সুনীতিকুমার চট্টোপাধ্যায়, Shunitikumar Chôṭṭopaddhae, 26 ноября 1890, Хаора — 29 мая 1977, Калькутта) — индийский филолог-востоковед, общественный и политический деятель.

## Биография
В 1913 году окончил Калькуттский окружной колледж. Затем в 1919—1922 годах в Лондонском университете, Парижском университете, Коллеж де Франс и Школе живых восточных языков изучал австроазиатское, индоевропейское, индийское, иранское, классическое и славянское языкознание.
С 1922 года — профессор Калькуттского университета.
В 1964 году стал национальным профессором Индии по гуманитарным наукам.
С 1968 года — вице-президент, а с 1969 года — президент Литературной академии в Дели.
Совместно с Рабиндранатом Тагором совершил поездки в Индонезию, Малайзию и Таиланд, о чём позднее написал в своей книге.

### Научная деятельность
Занимался изучением истории морфологии и фонетики бенгальского языка, исследовал развитие индоарийских языков, в особенности пракритов, лексику новых и средних индоарийских языков, а также влияние субстрата (австроазиатские и дравидийские языки).
В 1926 году вышел его главный труд «Происхождение и развитие бенгальского языка», благодаря которому на современном научном уровне было положено начало в развитии индийского языкознания. Является автором работ по литературоведению на бенгальском языке. В общей сложности опубликовал около 900 работ на английском языке, бенгали, хинди и санскрите.
В своих лингвистических исследованиях применял междисциплинарность, обращаясь к методологии таких наук, как антропология, история, культурология, философия и этнография.

### Общественно-политическая деятельность
В 1952—1965 годах — председатель Законодательного совета Западной Бенгалии.
С 1969 году — председатель Международной фонетической ассоциации.
С 1969 года — председатель Западно-бенгальского отделения Индийско-советского культурного общества.
Почётный член многих научных обществ, институтов и академий Азии, Америки и Европы, а также был членом многочисленных комитетов по вопросам культуры, просвещения и языка.

## Сочинения
- Languages and linguistic problem. Oxf., 1945.
- Indo-Aryan and Hindi. Calc., 1960.
- Languages and literatures of modern India. Calc., 1963.
- Select papers, v. 1. Delhi, 1972.

### В переводе на русский язык
- Чаттерджи С. К. Введение в индоарийское языкознание: Восемь лекций, прочитанных в 1940 г. в Гуджаратском обществе родного языка (Ахмадабад) = Indo-Aryan and Hindi / Пер. с англ. В. П. Липеровского; Предисл. и комм. Г. А. Зографа. — М.: Наука, Главная редакция восточной литературы, 1977. — 256 с.
- Чаттерджи С. К. Балты и арийцы / Пер. с англ.. — Рига: Зинатне, 1990. — 151 с. — ISBN 5-7966-0018-4.
- Чаттерджи С. К. Сокровенная мудрость Индии / Фонд духовной культуры мира. — М.: Сфера, 2001. — 222 с. — ISBN 5-93975-016-8.